# صموئيل لودج
الكاهن صموئيل لودج ( ١١ فبراير ١٨٢٩- ٥ سبتمبر ١٨٩٧) كان مؤلف Scrivelsby سكريفيلسبي، موطن  الأبطال. كان مدير مدرسة هورنكاسل النحوية ، لينكولنشاير، كان رئيس الجامعة لمدة ٣٠ عام ل سكريفيلسبي في لينكولنشاير ، وكنسي كاتدرائية لينكولن.

## الحياة والأعمال
ولد صموئيل لودج في باركينغ ، أسيكس وهو ابن القس أوليفر لودج ( ١٧٦٤-١٨٤٥) عميد إلسورث ، كامبريدجشير مؤخراً) درس في مدرسة هانتينجدون وكلية لينكولن ب إكسفورد
أصبح صموئيل لودج كاهناً عام ١٨٥٢، وكان المعلم الكلاسيكي لمدرسة لاوث النحوية من عام ١٨٥١ إلى ١٨٥٤ وأصبح قسياساً لقرية هاي توينتون التابعة لمحافظة لينكولنشاير ومدير مدرسة هورنكاسل النحوية، وأصبح كاهن مزرعة سكريفيلسبي بالقرب من هورنكاسل . عام ١٨٦٧ كان عميداً ريفياً لهورنكاسل من عام ١٨٦٨، بالإضافة انه أصبح Canon Prebendary of stoke في كاتدرائية لينكولن من عام ١٨٧٩ إلى ١٨٩٦ .
نشر لودج كتابه سكريفيلسبي موطن الابطال عام ١٨٩٣، يعد عزبة سكريفيلسبي قصر يحتفظ به الرقيب الكبير وهو شكل من أشكال الحيازة الذي يتطلب أداء خدمة بدل من دفع نقدي هذه الحالة كأبطال الملكة أو الملك. شغل أعضاء من عائلة دايموك هذا المنصب منذ القرن الرابع عشر .

## العائلة
تزوج لودج ماري بريتنغهام ١٨٢٤-١٩١٦ من ديس، نورفولك ١٨٥٢. كان لديهم ١١ طفلاً، بما في ذلك جورج إدوارد لودج ١٨٦٠-١٩٥٤، فنان علم الطيور ، تزوجت ابنتهما نورا مارغريت من إرنست مايرز ١٨٤٤-١٩٢١، الشاعر والمؤلف والكلاسيكي . مات صموئيل لودج في سكريفيلسبي في ٥ سبتمبر ١٨٩٧ وعمرة ٦٨ عام ودُفِنَ في باحة كنيسة القديس بنديكت، هورنكاسل . 

### أقارب بارزون
- Sir أوليفر جوزيف لودج ، فيزيائي ( ابن أخ)

- Sirريتشارد لودج  ، مؤرخ ( ابن أخ)

- إليانور كونستانس لودج ، مؤرخ ( ابنة أخت )

- كارون يا لودج ، فنان

- فرانسيس جراهام لودج ، فنان

## المنشورات
لودج، القس صموئيل (1893). سكريفيلسبي، منزل الأبطال. هورنكاسل: دبليو كي مورتون.